# 托什干河
托什干河（Taushgan Darya）发源于吉尔吉斯斯坦境内的天山南脉，自西向东流贯新疆维吾尔自治区克孜勒苏柯尔克孜自治州阿合奇县全县，向东流经乌什县、阿克苏市，在温宿县附近与库玛拉克河汇合形成阿克苏河，全长约457公里。阿克苏河、叶尔羌河、喀什噶尔河、与和田河，四河于阿瓦提县的肖夹克附近汇合形成塔里木河。有乌宗图什河等19条支流汇入，年径流量24.21亿立方米。位于阿合奇县中部的托什干河谷北部阔克夏勒山属天山南脉，最高海拔5 958米。南部是喀拉铁克山，最高海拔4981米。自西向东贯穿阿合奇县县境中部，海拔3200～1750米，形成两山夹一谷地貌。